# Pierre-Raymond de Brisson
Pour les articles homonymes, voir Brisson.
Pierre-Raymond de Brisson, né à Moissac le 22 janvier 1745 où il est mort en 1820, est un explorateur français. 

## Biographie
Les éléments de sa vie sont connus par ce qu'il en dit lui-même dans son récit Histoire du naufrage et de la captivité de M. de Brisson publié en 1789. Officier de l'administration des Colonies, il aurait déjà voyagé en Afrique avant 1785, année où il fait naufrage avec la Sainte-Catherine près du Cap-Blanc. Capturé par les Maures « Labdesseba » (Ouled Bou Sbaa), il est libéré après des tractations menées auprès de l'empereur du Maroc. Le récit des aventures est un succès de librairie et connaît dès 1792 une traduction anglaise Voyages to the Coast of Africa publiée à Londres. 
Jules Verne dans le premier chapitre de son roman Cinq semaines en ballon fait ainsi erreur lorsqu'il écrit « [...] Maures qui assassinèrent Saugnier, Brisson ».